# 林海象
林 海象（はやし かいぞう、1957年7月15日 - ）は、日本の映画監督・映画プロデューサー・脚本家。男性。株式会社映像探偵社代表取締役社長、元京都造形芸術大学芸術学部映画学科教授、元東北芸術工科大学デザイン工学部映像学科教授。
1986年にモノクロサイレント映画という異色の作品『夢見るように眠りたい』でデビューした。代表作は永瀬正敏主演の『私立探偵 濱マイク』シリーズなど。

## 来歴
京都府京都市生まれ。立命館中学校・高等学校を経て1977年立命館大学経済学部を中退。。
19歳で上京。27歳までの間、20数種のアルバイトをし、10数回の引っ越しをした。毎日500円以上使わないと決め、社会の底辺をその日暮らしの生活で徘徊していた。
制作会社「映像探偵社」を起こし、1986年にモノクロ・字幕映画として撮った『夢みるように眠りたい』で監督デビュー。それまで映画制作現場での経験が全くなかったものの、デビュー作は高評価を得た。
1999年、文化庁新進芸術家在外研修員としてアメリカに留学。
監督作の多くに探偵が登場するのが特徴。
代表作『アジアンビート』シリーズでは永瀬正敏を主演に起用し、のちの『私立探偵 濱マイク』シリーズの原型になった。
京都造形芸術大学芸術学部映画学科の教授に就任し、学生の指導に当たっていた。2007年度より2011年度までは学科長を務めた。指導した学生には第64回ベルリン国際映画祭最優秀女優賞（銀熊賞）を受賞した黒木華や監督の酒井麻衣などがいる。また、2012年度から2022年度まで東北芸術工科大学デザイン工学部映像学科の教授を務め、2012年度では学科長を務めた。

## 出自
「私の父と母は韓国からこの日本に渡ってきた。その時の父と母の気持ちはどういうものだったのだろう？ と私は思う。そういう気持を一度は物語で書いてみたいというのが、この脚本を書くにあたっての出発点だった」と、2010年放送のNHKドラマ『大阪ラブ&ソウル〜この国で生きること』について出自を初めて明かした。

## 映画以外の活動
京都市左京区にある探偵の世界をテーマとしたバー「BAR探偵」のオーナーでもある。　

## 主な作品

### 監督
- 『夢みるように眠りたい』1986年
- 『ΦIDEA』1988年
- 『二十世紀少年読本』1989年
- 『ZIPANG』1990年
- 『音曲の乱』1992年
- 『我が人生最悪の時』1994年（「私立探偵 濱マイク」シリーズ）
- 『遥かな時代の階段を』1995年（「私立探偵 濱マイク」シリーズ）
- 『罠 THE TRAP』1996年（「私立探偵 濱マイク」シリーズ）
- 『海ほおずき The Breath』1996年
- 『ЯOMANCE』1997年
- 『CAT'S EYE キャッツ・アイ』1997年
- 『ちんなねえ BORN To BE BABY』1997年
- 『Lost Angels』2000年
- 『パワーレンジャー・タイムフォース』2001年、4、5話
- 『タイムリミット』2003年　TBSドラマ
- 『探偵事務所5』2005年
- 『生きがい（仮）』2006年 ウェブドラマ
- 『夕陽ヶ丘の探偵団』2007年 NHK教育テレビで年末3日連続放映された少年向けテレビドラマ。1話と最終話を手がけた。
- 『THE CODE/暗号』2009年
- 『彌勒 MIROKU』2013年
- 『黒蜥蜴-BLACK LIZARD-』2019年 NHK BSプレミアム特集ドラマ
- 『BOLT』2020年

### 脚本
- 『夢みるように眠りたい』1986年
- 『帝都物語』1988年
- 『ΦIDEA』1988年
- 『二十世紀少年読本』1989年
- 『ZIPANG』1990年
- 『我が人生最悪の時』1994年
- 『遥かな時代の階段を』1995年
- 『罠 THE TRAP』1996年
- 『CAT'S EYE』1997年
- 『タイムリミット』2003年（TBSドラマ）
- 『THE CODE/暗号』2009年
- 『大阪ラブ&ソウル この国で生きること』2010年（NHKドラマ・文化庁芸術祭参加作品）
- 『黒蜥蜴-BLACK LIZARD-』2019年　※ 長津晴子と共同脚本
- 『BOLT』2020年

### 原作
- 『ZIPANG』1990年
- 『アジアンビート アイ・ラブ・ニッポン』1991年
- 『アジアンビート2 シンガポール篇 ラブ・フロム・テマセク』1991年
- 『アジアンビート3 タイ篇 パウダー・ロード』（『ソルジャー・イン・タイランド』の別題あり）1991年
- 『アジアンビート4 マレーシア篇 サンライズ・イン・カンポン』1993年
- 『アジアンビート5 台湾篇 シャドー・オブ・ノクターン』1993年
- 『アジアンビート6 香港篇 オータム・ムーン』1993年

### 監修
- 『7BLADES』 2000年（『ZIPANG』の続編として制作されたPlayStation 2用アクションゲーム）

### 出演
- カップルズ（1996年、エドワード・ヤン監督） - 特別出演
- 刑務所の中（2002年12月7日、崔洋一監督）- クロスワードの受刑者
- 希望の翼〜あの時ぼくらは13歳だった（2013年3月2日、tvk+KBS+カズモ）
- 十津川警部シリーズ6（2018年） - 相沢圭一郎
- 大阪闇金（2021年） - 南八番興業社長 南宗衛門

## 主な受賞歴
- 第8回ヨコハマ映画祭・新人監督賞
- 第18回ヨコハマ映画祭・審査員特別賞
- 第41回毎日映画コンクール・スポニチグランプリ新人賞
- マラガ映画祭グランプリ[要出典]